# Tebwangetua Village
Tebwangetua Village är en ort i Kiribati.   Den ligger i örådet Maiana och ögruppen Gilbertöarna, i den södra delen av landet, 40 km söder om huvudstaden Tarawa. Tebwangetua Village ligger 7 meter över havet och antalet invånare är 112.
Terrängen runt Tebwangetua Village är mycket platt.  Närmaste större samhälle är Bubutei Village, 8,4 km sydväst om Tebwangetua Village. 